# ヒデとロザンナ
ヒデとロザンナは、日本の歌手。のちに結婚して夫婦デュオとなった。

## メンバー
- ヒデ - 出門英の項を参照。
- ロザンナ - ロザンナ・ザンボンの項を参照。

## 経歴
水木英二としてのソロ時代～ボサノヴァ・デュオ「ユキとヒデ」を経た出門英が、1968年にイタリア出身の少女ロザンナ・ザンボンと「ヒデとロザンナ」を結成。デビュー曲のB面だった『愛の奇跡』に火がつき大ヒット、一躍売れっ子歌手の仲間入りを果たす。1970年に発売された『愛は傷つきやすく』が初のオリコンシングルチャート1位を獲得。売上枚数も『愛の奇跡』を上回る大ヒットとなり、その年のNHK紅白歌合戦に初出場を果たす。以降も『ふたりの関係』、『望むものはすべて』、『追想』などヒット曲を生む。
1975年2月に結婚。二男一女に恵まれる。長男は音楽家・画家の士門（しもん）、クリエイター集団風の人、三味線ユニットエツナブメンバー。次男はミュージシャン、バンドsmorgasメンバー（MC）の来門（らいもん）。長女はモデルの万梨音（まりおん）、2004年6月結婚、出産。
1990年6月17日、ヒデが結腸がんにより47歳で逝去。
本土復帰前の沖縄県で放送されていたテレビ番組にヒデとロザンナがゲスト出演した際、アシスタントとして出演していた少女の写真をマネージャーが持ち帰った。その写真がCBS・ソニーの関係者の目に留まり、歌手デビューするきっかけとなった。その少女が、のちの南沙織である。
紅白歌合戦には白組エントリーとなった。

## ディスコグラフィ
- ソロ名義の作品については「出門英#ディスコグラフィ」「ロザンナ・ザンボン#ディスコグラフィ」を参照。

### シングル
| #  | 発売日          | 曲順 | タイトル                          | 作詞                | 作曲         | 編曲        | レーベル        | 規格品番  |
| -- | --------------- | ---- | --------------------------------- | ------------------- | ------------ | ----------- | --------------- | --------- |
| 1  | 1968年 10月15日 | A面  | 愛の奇跡                          | 中村小太郎          | 田辺信一     | 中川昌      | 日本 コロムビア | P-42      |
| 1  | 1968年 10月15日 | B面  | 何にも言えないの                  | 中村小太郎          | 城二三八     | 中川昌      | 日本 コロムビア | P-42      |
| 2  | 1969年 4月15日  | A面  | 粋なうわさ                        | 橋本淳              | 筒美京平     | 筒美京平    | 日本 コロムビア | P-58      |
| 2  | 1969年 4月15日  | B面  | 愛のひととき                      | 橋本淳              | 筒美京平     | 筒美京平    | 日本 コロムビア | P-58      |
| 3  | 1969年 8月25日  | A面  | ローマの奇跡                      | 橋本淳              | 筒美京平     | L.Quagliero | 日本 コロムビア | P-74      |
| 3  | 1969年 8月25日  | B面  | 真夜中のボサ・ノバ                | 橋本淳              | 筒美京平     | 筒美京平    | 日本 コロムビア | P-74      |
| 4  | 1970年 1月25日  | A面  | 笑ってごらん子供のように          | 佐藤由紀            | 出門英       | 田辺信一    | 日本 コロムビア | P-83      |
| 4  | 1970年 1月25日  | B面  | 初めて人を恋した頃の              | 橋本淳              | 筒美京平     | 筒美京平    | 日本 コロムビア | P-83      |
| 5  | 1970年 5月25日  | A面  | 愛は傷つきやすく                  | 橋本淳              | 中村泰士     | 森岡賢一郎  | 日本 コロムビア | P-93      |
| 5  | 1970年 5月25日  | B面  | 涙をうばって                      | 橋本淳              | 中村泰士     | 森岡賢一郎  | 日本 コロムビア | P-93      |
| 6  | 1970年 9月10日  | A面  | ふたりの関係                      | 橋本淳              | 中村泰士     | 森岡賢一郎  | 日本 コロムビア | P-100     |
| 6  | 1970年 9月10日  | B面  | 素晴しい雲                        | 橋本淳              | 中村泰士     | 森岡賢一郎  | 日本 コロムビア | P-100     |
| 7  | 1971年 1月25日  | A面  | 抱擁                              | 橋本淳              | 中村泰士     | 森岡賢一郎  | 日本 コロムビア | P-110     |
| 7  | 1971年 1月25日  | B面  | 運命の星                          | 橋本淳              | 中村泰士     | 森岡賢一郎  | 日本 コロムビア | P-110     |
| 8  | 1971年 4月25日  | A面  | 愛情物語                          | 橋本淳              | 中村泰士     | 馬飼野俊一  | 日本 コロムビア | P-119     |
| 8  | 1971年 4月25日  | B面  | ほかの誰よりも                    | 橋本淳              | 中村泰士     | 森岡賢一郎  | 日本 コロムビア | P-119     |
| 9  | 1971年 9月10日  | A面  | 望むものはすべて                  | 橋本淳              | 筒美京平     | 筒美京平    | 日本 コロムビア | P-138     |
| 9  | 1971年 9月10日  | B面  | 雨に濡れたままで                  | 橋本淳              | 筒美京平     | 筒美京平    | 日本 コロムビア | P-138     |
| 10 | 1972年 1月10日  | A面  | 愛の架け橋                        | 橋本淳              | 筒美京平     | 筒美京平    | 日本 コロムビア | P-156     |
| 10 | 1972年 1月10日  | B面  | 女が愛を知る時                    | 橋本淳              | 筒美京平     | 筒美京平    | 日本 コロムビア | P-156     |
| 11 | 1972年 4月10日  | A面  | トマトの家                        | 橋本淳              | 筒美京平     | 筒美京平    | 日本 コロムビア | P-168     |
| 11 | 1972年 4月10日  | B面  | 涙の贈り物                        | 橋本淳              | 筒美京平     | 筒美京平    | 日本 コロムビア | P-168     |
| 12 | 1972年 8月10日  | A面  | 雨のめぐり逢い                    | 橋本淳              | 三原綱木     | 高田弘      | 日本 コロムビア | P-178     |
| 12 | 1972年 8月10日  | B面  | 涙のシンフォニー                  | 橋本淳              | 三原綱木     | 高田弘      | 日本 コロムビア | P-178     |
| 13 | 1973年 1月10日  | A面  | 卒業                              | 橋本淳              | 中村泰士     | 森岡賢一郎  | 日本 コロムビア | P-209     |
| 13 | 1973年 1月10日  | B面  | 北野クラブ                        | 橋本淳              | 中村泰士     | 森岡賢一郎  | 日本 コロムビア | P-209     |
| 14 | 1973年 5月10日  | A面  | 愛に支えられて                    | 橋本淳              | 中村泰士     | 森岡賢一郎  | 日本 コロムビア | P-222     |
| 14 | 1973年 5月10日  | B面  | 軽蔑                              | 橋本淳              | 中村泰士     | 高田弘      | 日本 コロムビア | P-222     |
| 15 | 1973年 9月10日  | A面  | 草原の花嫁                        | 阿久悠              | 中村泰士     | 高田弘      | 日本 コロムビア | P-305     |
| 15 | 1973年 9月10日  | B面  | もう忘れない                      | 阿久悠              | 中村泰士     | 高田弘      | 日本 コロムビア | P-305     |
| 16 | 1974年 3月10日  | A面  | 愛の肖像                          | 橋本淳              | 筒美京平     | 筒美京平    | 日本 コロムビア | P-332     |
| 16 | 1974年 3月10日  | B面  | あれから君は                      | 橋本淳              | 筒美京平     | 筒美京平    | 日本 コロムビア | P-332     |
| 17 | 1974年 9月1日   | A面  | 恋愛狂時代                        | なかにし礼          | 都倉俊一     | 都倉俊一    | 日本 コロムビア | P-367     |
| 17 | 1974年 9月1日   | B面  | あなたが悩む時                    | なかにし礼          | 都倉俊一     | 都倉俊一    | 日本 コロムビア | P-367     |
| 18 | 1976年 12月     | A面  | わんぱくパック                    | 森雪之丞            | 小六禮次郎   | 小六禮次郎  | リプリーズ      | L-2513R   |
| 18 | 1976年 12月     | B面  | 赤い自転車                        | 森雪之丞            | 小六禮次郎   | 小六禮次郎  | リプリーズ      | L-2513R   |
| 19 | 1976年 12月     | A面  | 愛にふりむいて                    | 橋本淳              | 出門英       | 鈴木宏昌    | リプリーズ      | L-56R     |
| 19 | 1976年 12月     | B面  | 心のラブ・ソングを                | 橋本淳              | 出門英       | 鈴木宏昌    | リプリーズ      | L-56R     |
| 20 | 1977年 4月      | A面  | さらば愛の季節                    | 橋本淳              | 東海林修     | 東海林修    | リプリーズ      | L-75R     |
| 20 | 1977年 4月      | B面  | 想い出に鍵をかけて                | 中村小太郎          | 出門英       | 東海林修    | リプリーズ      | L-75R     |
| 21 | 1977年 6月      | A面  | 真夜中の子守歌                    | 山川啓介            | 橋場清       | 馬飼野康二  | リプリーズ      | L-89R     |
| 21 | 1977年 6月      | B面  | 屋根の上のふたり                  | 山川啓介            | 橋場清       | 馬飼野康二  | リプリーズ      | L-89R     |
| 22 | 1977年 9月      | A面  | 追想                              | 松任谷由実          | 出門英       | 東海林修    | リプリーズ      | L-168R    |
| 22 | 1977年 9月      | B面  | 心を許して                        | 松任谷由実          | 出門英       | 東海林修    | リプリーズ      | L-168R    |
| 23 | 1978年 6月      | A面  | あなたとともに                    | 松任谷由実          | 出門英       | 東海林修    | リプリーズ      | L-228R    |
| 23 | 1978年 6月      | B面  | 愛の嵐                            | 橋本淳              | 出門英       | 東海林修    | リプリーズ      | L-228R    |
| 24 | 1979年 3月      | A面  | ロンリーウーマン                  | 三浦徳子            | 出門英       | 高田弘      | DISCO VOLANTE   | DVR-1     |
| 24 | 1979年 3月      | B面  | 今さよならしたら                  | 橋本淳              | 出門英       | 東海林修    | DISCO VOLANTE   | DVR-1     |
| 25 | 1979年 10月     | A面  | 気をつけなさい                    | 芳野薫 窪田まり子   | 出門英       | 馬飼野康二  | DISCO VOLANTE   | DVR-2     |
| 25 | 1979年 10月     | B面  | 愛のハーモニー                    | 芳野薫              | 出門英       | 馬飼野康二  | DISCO VOLANTE   | DVR-2     |
| 26 | 1980年 8月25日  | A面  | とまどい坂                        | ちあき哲也          | 出門英       | 川上了      | DISCO VOLANTE   | DVR-5     |
| 26 | 1980年 8月25日  | B面  | 情愛                              | 高畠諄子            | 出門英       | 川上了      | DISCO VOLANTE   | DVR-5     |
| 27 | 1983年 6月25日  | A面  | お天気いいですか!!                | 諫早昶              | 出門英       | 荒谷憲一    | DISCO VOLANTE   | DVR-1503  |
| 27 | 1983年 6月25日  | B面  | 恋のメイク・アップ・ フィーリング | 北村政治 三咲まどか | マイク・ダン | 荒谷憲一    | DISCO VOLANTE   | DVR-1503  |
| 28 | 1989年 7月10日  | 01   | 愛はいつまでも                    | ジェームス三木      | 出門英       | 小泉宏      | DISCO VOLANTE   | 09L3-4097 |
| 28 | 1989年 7月10日  | 02   | 愛の奇跡'89                       | 中村小太郎          | 田辺信一     | 喜納政明    | DISCO VOLANTE   | 09L3-4097 |

#### 企画シングル
- ヒデとロザンナ+かずきくん名義

| 発売日         | 曲順 | タイトル                          | 作詞     | 作曲   | 編曲     | レーベル      | 規格品番 |
| -------------- | ---- | --------------------------------- | -------- | ------ | -------- | ------------- | -------- |
| 1981年 5月25日 | A面  | ボクは金魚のチビタレメ            | 望田市郎 | 出門英 | 石田勝範 | DISCO VOLANTE | DVR-1501 |
| 1981年 5月25日 | B面  | 地球はマンマ (歌：ヒデとロザンナ) | 望田市郎 | 出門英 | 石田勝範 | DISCO VOLANTE | DVR-1501 |

### アルバム

#### オリジナル・アルバム
| 発売日         | タイトル                                   | レーベル       | 規格 | 規格品番   |
| -------------- | ------------------------------------------ | -------------- | ---- | ---------- |
| 1969年11月25日 | イタリーの休日                             | 日本コロムビア | LP   | JDX-32     |
| 2007年4月18日  | イタリーの休日                             | 日本コロムビア | CD   | COCA-71130 |
| 2014年2月20日  | イタリーの休日                             | 日本コロムビア | CD   | CORR-10951 |
| 1970年12月     | ふたりの関係                               | 日本コロムビア | LP   | JDX-46     |
| 1971年11月10日 | ヒデとロザンナの世界                       | 日本コロムビア | LP   | JDX-57     |
| 2014年2月20日  | ヒデとロザンナの世界                       | 日本コロムビア | CD   | CORR-10952 |
| 1971年11月     | 望むものはすべて〜あなたとヒデとロザンナ〜 | 日本コロムビア | LP   | JDX-59     |
| 1972年6月25日  | 愛の伝説                                   | 日本コロムビア | LP   | JDX-75     |
| 2014年2月20日  | 愛の伝説                                   | 日本コロムビア | CD   | CORR-10953 |
| 1972年12月10日 | 旅の宿                                     | 日本コロムビア | LP   | JDX-93     |
| 2014年2月20日  | 旅の宿                                     | 日本コロムビア | CD   | CORR-10954 |
| 1977年2月      | WALKIN' AGAIN                              | リプリーズ     | LP   | L-10066R   |
| 1977年11月25日 | 追想                                       | リプリーズ     | LP   | L-10094R   |
| 1994年10月25日 | 追想                                       | WEA JAPAN      | CD   | WPC6-8073  |
| 1979年12月     | 愛のハーモニー                             | DISCO VOLANTE  | LP   | DVR-11001  |
| 1989年5月25日  | 愛はいつまでも                             | DISCO VOLANTE  | CD   | 29L2-74    |

#### ベスト・アルバム
| 発売日         | タイトル                                       | レーベル       | 規格  | 規格品番       |
| -------------- | ---------------------------------------------- | -------------- | ----- | -------------- |
| 1972年3月      | ヒデとロザンナをあなたに                       | 日本コロムビア | LP    | ADX-353〜54    |
| 1973年6月      | ベスト・アルバム                               | 日本コロムビア | LP    | JDX-7202       |
| 1973年10月     | 魅力のすべて                                   | 日本コロムビア | LP    | JDX-4007〜08   |
| 1986年1月1日   | ベスト・ヒット                                 | 日本コロムビア | CD    | 32C31-7779     |
| 1988年10月21日 | アンコール・ベスト・シリーズ                   | 日本コロムビア | CD    | 28CA-2698      |
| 1990年10月25日 | 愛の軌跡〜ヒデとロザンナ・ベスト・コレクション | DISCO VOLANTE  | CD    | WPCL-192       |
| 1991年6月21日  | アンコール!!ヒットグラフティ                   | 日本コロムビア | CD    | COCA-7636      |
| 1993年9月21日  | ベスト・セレクション                           | 日本コロムビア | CD    | COCA-11043     |
| 2003年1月1日   | コロムビア音得盤シリーズ                       | 日本コロムビア | CD    | COCA-70373     |
| 2003年7月23日  | ヒデとロザンナ・しんぐるこれくしょん           | 日本コロムビア | CD    | COCP-32257〜58 |
| 2005年7月27日  | 究極のベスト!                                  | ワーナー       | CD    | WPCL-70529     |
| 2006年6月28日  | ドーナツ盤メモリー                             | 日本コロムビア | CD    | COCA-71099     |
| 2008年8月20日  | ヒデとロザンナ ゴールデン☆ベスト               | 日本コロムビア | CD    | COCP-35126     |
| 2017年7月26日  | ヒデとロザンナ ゴールデン☆ベスト               | 日本コロムビア | UHQCD | COCP-40054     |
| 2012年7月18日  | ゴールデン☆ベスト〜真夜中のボサ・ノバ〜        | 日本コロムビア | CD    | COCP-37468〜69 |
| 2018年9月12日  | CINQUANT' ANNI D' AMORE 50年に愛をこめて       | 日本コロムビア | CD    | COCP-40475     |

### タイアップ曲
| 年     | 楽曲               | タイアップ                                      |
| ------ | ------------------ | ----------------------------------------------- |
| 1977年 | わんぱくパック     | ミュージカル映画『わんぱくパック』主題歌        |
| 1977年 | 赤い自転車         | ミュージカル映画『わんぱくパック』主題歌        |
| 1977年 | 真夜中の子守歌     | フジテレビ系ドラマ『ご存知!女ねずみ小僧』主題歌 |
| 1977年 | 屋根の上のふたり   | フジテレビ系ドラマ『ご存知!女ねずみ小僧』挿入歌 |
| 1977年 | 追想               | TBS系ドラマ『分水嶺』主題歌                     |
| 1980年 | とまどい坂         | フジテレビ系ドラマ『母系家族』主題歌            |
| 1983年 | お天気いいですか!! | 『グリコ』CMソング                              |
| 1989年 | 愛はいつまでも     | 『近鉄ホーム』CMソング                          |

### 未発売曲
| 年     | 曲名                 | 作詞   | 作曲   | 編曲   | 備考                                                    |
| ------ | -------------------- | ------ | ------ | ------ | ------------------------------------------------------- |
| 1971年 | Please Please Please | 松田晃 | 松田晃 | 上田力 | 第3回ヤマハポピュラーソングコンテスト・グランプリ受賞曲 |

ヒデとロザンナのスタジオ録音は行われずライブ音源のみレコード化。
スタジオ録音でカバーした歌手は以下の通り。
- じゅん&ネネ

シングル盤『プリーズ プリーズ プリーズ／忘れた歌』A面に収録。編曲：東海林修。1972年4月発売
- 岩淵リリ

アルバム『あなたを夢みて／サルビアの花』に収録。編曲：小野崎孝輔。1972年5月発売
- ウイッシュ(伊豆丸礼子・伊豆丸幸子)　

アルバム『ウイッシュのはじめてのえるぴい』に収録。編曲：羽田健太郎。1973年6月発売

## 出演

### テレビ
- 笑って!笑って!!60分（TBS）※ジェリー藤尾一家の後任としてコーナーレギュラー
- てんつくてん（日本テレビ）
- 特別機動捜査隊 第359話「花かんざしと竜」（1968年、NET）
- ブラックチェンバー 第7話「天国へのハイウェー」（1969年、フジテレビ）
- うそつきクイズ（日本テレビ）

### NHK紅白歌合戦出場歴
| 年度/放送回               | 回 | 曲目             | 出演順 | 対戦相手       |
| ------------------------- | -- | ---------------- | ------ | -------------- |
| 1970年（昭和45年）/第21回 | 初 | 愛は傷つきやすく | 11/24  | トワ・エ・モワ |
| 1971年（昭和46年）/第22回 | 2  | 望むものはすべて | 14/25  | 雪村いづみ     |

注意点
- 出演順は「出演順/出場者数」で表す。

### ラジオ
- 歌謡大行進（1971年 - 1975年、文化放送） - 土曜パーソナリティー

### CM
- キング醸造 日の出みりん、料理酒 など
- 江崎グリコ
- キンカン
- サントリー サントリービール純生（上条恒彦と共演）
- 津村順天堂 バスクリンふろっこ（一家で出演）

## 著書
- ヒデとロザンナの きのう今日あした （共著ロザンナ・ザンボン、婦人生活社、1984年12月）
- 泣かない （共著ロザンナ・ザンボン）